# Gasparilla Pirate Festival
Ne doit pas être confondu avec Gasparilla International Film Festival.
Le Gasparilla Pirate Festival est une grande parade, incluant des évènements communautaires, qui se tient tous les ans depuis 1904 à Tampa en Floride. Le festival célèbre la légende apocryphe de José Gaspar  (surnommé Gasparilla), un pirate espagnol mystique qui opérait dans le sud-ouest de la Floride au début des années 1800.
La saison de Gasparilla de Tampa débute à la mi-janvier et prend fin au début du mois de mars. Elle compte trois grandes parades. Le point principal du festival est la Parade des Pirates qui inclut une « invasion » de Gasparilla par le Ye Mystic Krewe et une grande parade le long du Bayshore Boulevard jusqu'au centre ville. Cette parade a lieu le dernier samedi de janvier. Il s'agit de la troisième plus grande parade des États-Unis avec un impact économique d'environ 20 millions de dollars et une participation s'élevant à 300 000 personnes. Les autres parades sont notamment la parade des enfants de Gasparilla, qui se tient sur le même boulevard une semaine avant, et la Sant'Yago Illumated Knight Parade, qui est organisée par le Krewe of the Knight of Sant'Yago dans le quartier historique de Ybor City, deux semaines avant la parade principale.